# Dieta mediterránea (película)
Dieta mediterránea es una película española dirigida por Joaquín Oristrell y protagonizada por Olivia Molina, Paco León y Alfonso Bassave.

## Sinopsis
Sofía es una chica de pueblo que ha crecido entre fogones. Sus padres tenían una casa de comidas y gracias a ello, ha ido descubriendo un talento innato para la gastronomía. A su lado siempre está Toni, su marido y padre de sus tres hijos, pero de repente aparece Frank, un representante que quiere hacer de Sofía la mejor cocinera del mundo. Cuando Sofía se da cuenta de que no puede prescindir de ninguno de los dos, se adentra en un triángulo amoroso y profesional de consecuencias insospechadas.

## Creación
El realizador de cintas como Inconscientes o Va a ser que nadie es perfecto llevaba años con la idea de hacer una película ambientada en el mundo de la cocina, sobre todo desde que en España se ha convertido en un arte apreciado a nivel internacional. Por ello comienza su historia en 1968, con el nacimiento de la protagonista, y lo lleva hasta nuestro tiempo, siguiendo las vivencias de sus personajes, al tiempo que reflexiona sobre los cambios sociales y culinarios. Algo que él mismo ha dado en llamar "kitchen-opera".

## Crítica
La última de Oristrell es una comedia oportunista, de amoríos entre los fogones, de gastronomía sentimental o sentimientos gastronómicos según se prefiera. Su sentimentalismo culinario es ya una fórmula matemática y el pie cojeante es el mismo que el de Fuera de carta, por ejemplo. La alta cocina es una moda que el cine europeo y norteamericano se afanan en exprimir combinando siempre los mismos ingredientes. Deliciosa Martha abrió la veda y desde entonces, Ratatouille aparte (sin lugar a dudas la mejor del lote con abismal diferencia), el estribillo suena siempre igual: machacón, cansino y desafinado por abuso de empleo.
Los efluvios balsámicos de la cocina amorosa lucen aquí en plan políticamente incorrecto. Hay que reconocer que Dieta mediterránea no es la comedieta de enredo romántico uniceja que se desliza desde las imágenes del tráiler. Oristrell intenta buscarle tres pies al gato. Sentimentalismo de vitrocerámica y emplatados de autor sí, de hecho Olivia Molina es la hermana gemela de la Catherine Zeta Jones de Sin reservas, que a su vez era un clon de la Martina Gedeck de Deliciosa Martha, pero hay más. Oristrell incrusta dentro del atrezzo de tópicos y lugares comunes del paladar amoroso un triángulo rectángulo emocional, un improbable juego de pasiones cruzadas a tres bandas, mujer a hombre, hombre a mujer y hombre a hombre.